# Proteuxoa cyanoloma
Proteuxoa cyanoloma är en fjärilsart som beskrevs av Oswald Beltram Lower 1902. Proteuxoa cyanoloma ingår i släktet Proteuxoa och familjen nattflyn. Inga underarter finns listade i Catalogue of Life.